# Хреново (Тотемский район)
Хреново — деревня в Тотемском районе Вологодской области.
Входит в состав Толшменского сельского поселения, с точки зрения административно-территориального деления — в Никольский сельсовет.
Расстояние по автодороге до районного центра Тотьмы — 103 км, до центра муниципального образования села Никольское — 3 км. Ближайшие населённые пункты — Пузовка, Родионово, Терентьевская, Трызново, Френиха.
По данным переписи в 2002 году постоянного населения не было.